# Mali svetohelenski zovoj
Mali svetohelenski zovoj (lat. Bulweria bifax) je izumrla morska ptica roda Bulweria. Bila je endem Svete Helene. Vjerojatno je izumrla ubrzo nakon otkrića otoka 1502., a o njoj se zna samo iz fosila. Ljudi i neki grabežljivci su je vjerojatno doveli do istrebljenja. Ove ptice su se vjerojatno parile na svim mjestima diljem otoka. Bile su srednje veličine i imale su karakterističan nosni otvor koji im je koristio za njuh. Jako dobro su letile.

## Vanjske poveznice
|  | Wikivrste imaju podatke o taksonu Bulweria bifax |